# ささやかな誘惑
「ささやかな誘惑」は、CoCoの4枚目のシングル。1990年9月5日にポニーキャニオンから発売された。

## 解説
「ささやかな誘惑」は、フジテレビ系『鶴太郎のギャグハラスメント』エンディングテーマになっていた。
ラジオレギュラー番組・『CoCo恋は大騒ぎ』（ニッポン放送）内で放送されていたメンバー出演の森永チョコフレークCMで使用されていた。
発売して約1年程後のNHK総合テレビ『歌謡リクエストショー』（1991年11月12日：NHKホール）にて視聴者リクエスト曲として披露している。
作詞の及川眠子は担当した前々作の「はんぶん不思議」（女子高生という設定）からイメージを「5歳上げて」と依頼されたという。

## 収録曲
1. ささやかな誘惑 [4:31]
作詞：及川眠子／作曲：都志見隆／編曲：中村哲
2. メロディー [4:38]
作詞：和泉ゆかり／作曲・編曲：亀田誠治

## カタログ
- 8cmCD：PCDA-00108 ￥777（税抜価格）
- カセット：PCSA-00078 ￥777（税抜価格）- A面：歌入り、B面：オリジナル・カラオケ